# Gérard Janvion
Gérard Janvion (født 21. august 1953 på Martinique) er en tidligere fransk fodboldspiller, der spillede som forsvarer. Han var på klubplan tilknyttet AS Saint-Étienne, Paris SG og AS Béziers, og spillede desuden 40 kampe for det franske landshold. Han var med på det franske hold ved både VM i 1978 og VM i 1982.

## Titler
Ligue 1
- 1974, 1975, 1976 og 1981 med AS Saint-Étienne

Coupe de France
- 1974, 1975 og 1977 med AS Saint-Étienne